# Sasha Grey

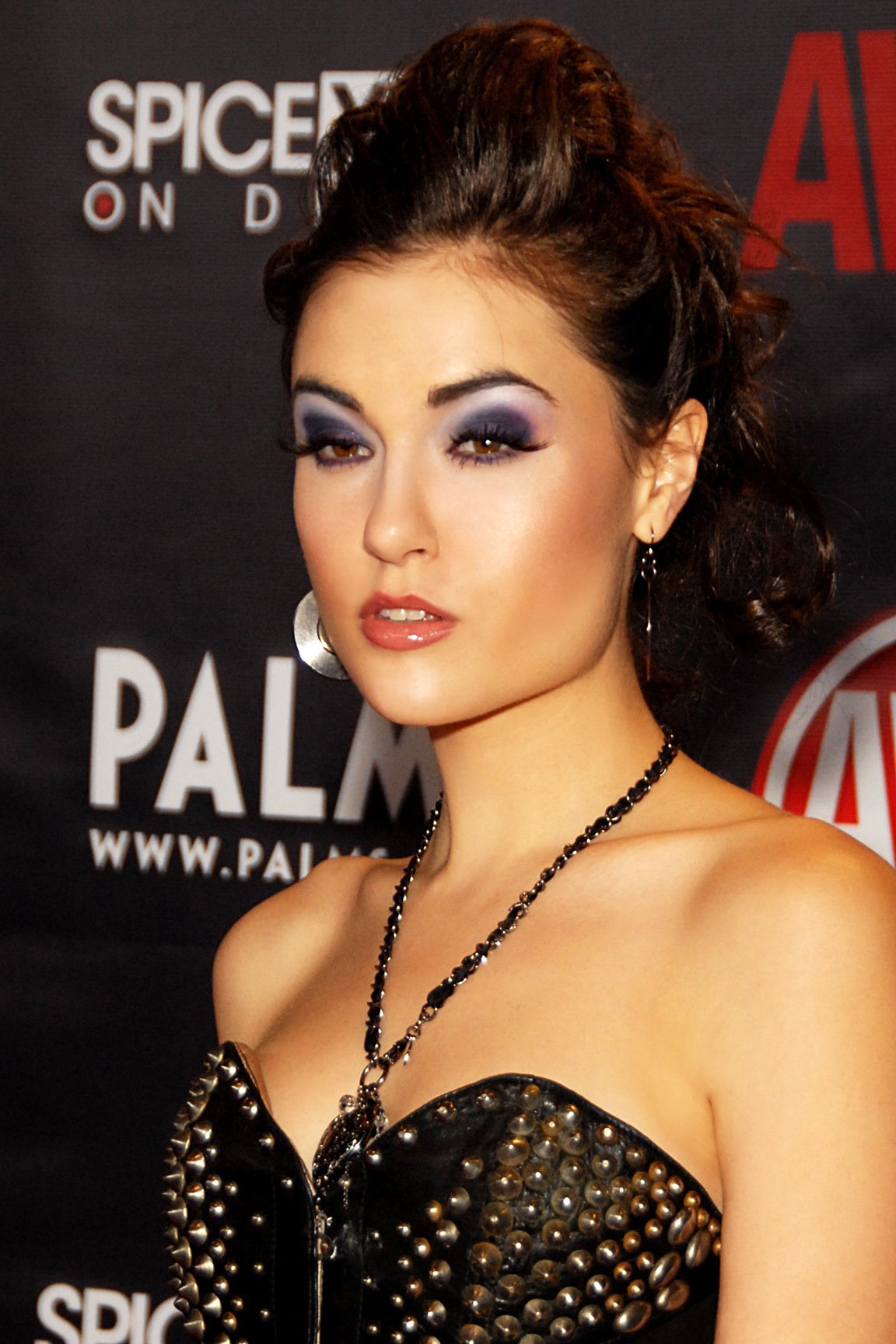
Sasha Grey, 2010

Sasha Grey (auch Sasha Gray, geboren als Marina Ann Hantzis; * 14. März 1988 in Sacramento, Kalifornien) ist eine US-amerikanische Schauspielerin, Musikerin sowie DJ, Autorin, Streamerin und ehemalige Pornodarstellerin.

## Biografie
Sasha Grey wuchs als jüngstes von drei Kindern katholischer Eltern vor allem bei ihrer Mutter auf. Sie war fünf, als sich ihre Eltern scheiden ließen. Die Mutter lehrte sie, dass ihr Körper ein Tempel sei, und ihr Vater ermahnte sie, dass Männer von ihr nur eines wollen würden; beides habe sie neugierig gemacht. Sie besuchte die Highlands High School in North Highlands, Kalifornien. Sie wurde zu Hause unterrichtet und schloss die High School schon mit 17 ab, ein Jahr früher als üblich. Daneben erhielt sie im Alter zwischen 12 und 18 Jahren Schauspielunterricht. Anschließend arbeitete sie zunächst als Bedienung in einem Steak House in Sacramento. Mit 16 habe sie damit begonnen, Pornofilme anzuschauen.
Mit 15 begann Grey eine Beziehung mit dem damals neunundzwanzigjährigen Ian Cinnemon. Cinnemon sollte später Fotografien zu ihrem Buch Neü Sex beisteuern und mit Sasha Grey Mitglied des Musikprojekts aTelecine sein. 2012, nach dem Ende ihrer fünfjährigen Pornokarriere, trennte sich das Paar.

### Pornokarriere 2006–2011

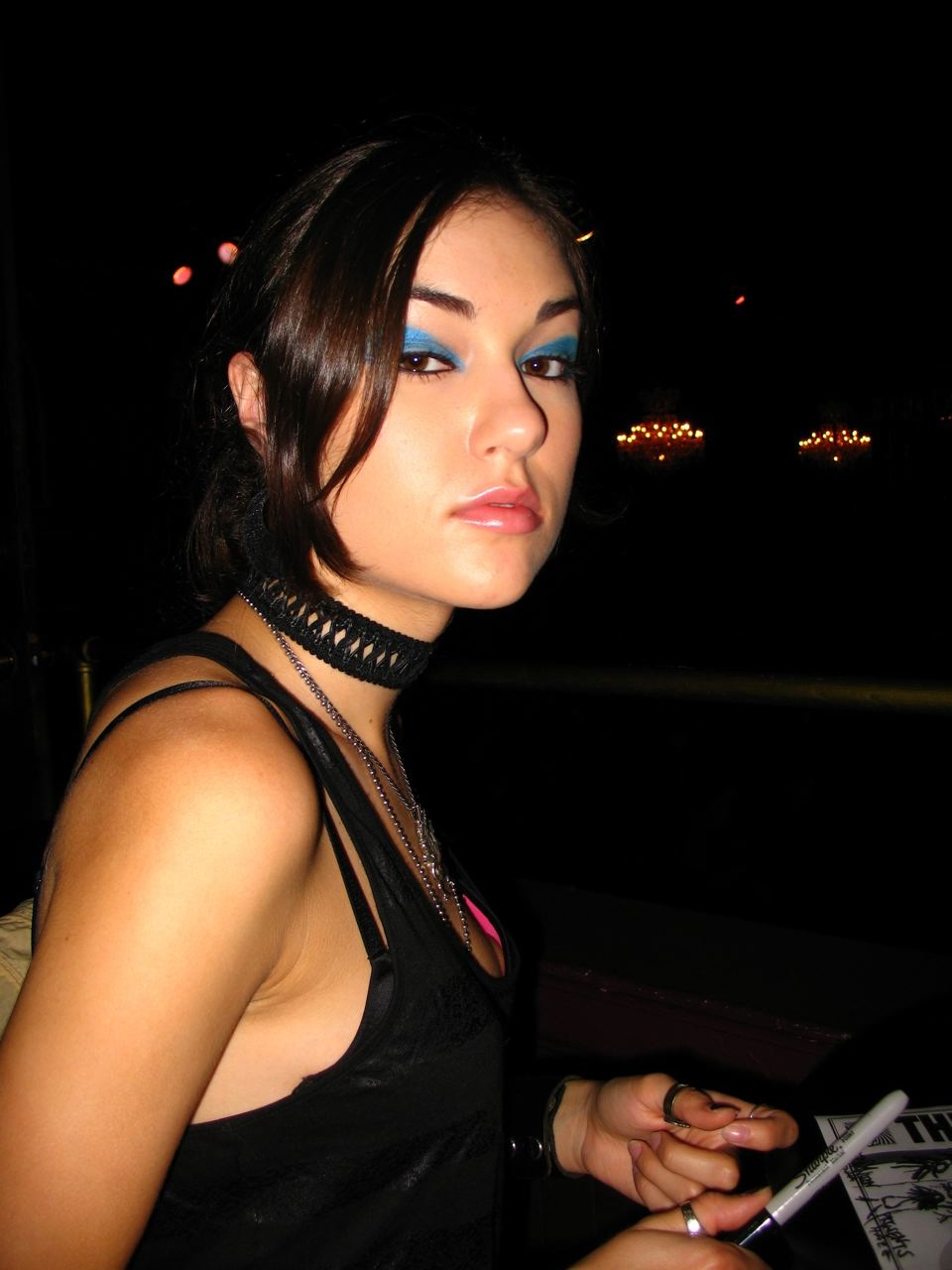
Sasha Grey, 2007

Mit 17 begann sich Sasha Grey nach eigenen Angaben für die Tätigkeiten von Pornodarstellerinnen zu interessieren und sie recherchierte deren Arbeitsbedingungen. Unter anderem nahm sie über MySpace Kontakt zu einer Darstellerin auf. Nach ihrer abweichenden Darstellung für ein einstweiliges Kontaktverbot gegen ihren ehemaligen langjährigen Lebensgefährten hatte allerdings dieser sie in eine Pornokarriere gelockt. Als sie 18 geworden war, zog sie nach Los Angeles, unterzeichnete einen Vertrag bei einem Agenten und begann zwei Wochen später mit den Dreharbeiten zu ihrem ersten Pornofilm. Ihre erste Szene war Gruppensex mit Rocco Siffredi und anderen für den Film Fashionistas Safado – The Challenge von John Stagliano. Sie wählte ihr Pseudonym nach Sascha Konietzko, dem Sänger der Band KMFDM, sowie nach dem Roman Das Bildnis des Dorian Gray bzw. dem Grau der Kinsey-Skala.
Sasha Grey trat ohne blondierte Haare, Tätowierung, Brustvergrößerung und Intimrasur auf und beeinflusste damit die Porno-Ästhetik des 21. Jahrhunderts. Als sie 80 Pornofilme gedreht hatte, äußerte sie in der Tyra Banks Show, dass sie bereit wäre, alles vor der Kamera zu zeigen außer Sex mit Tieren oder Kindern. In einem 2011 nach dem Ende ihrer Pornokarriere gegebenen Interview meinte sie, dass ihr Ruf in der Branche auch daher rühre, dass sie bereit gewesen sei, Dinge vor der Kamera zu tun, vor denen selbst Männer zurückschreckten. Es habe nichts gegeben, was sie geschockt hätte, wohl aber Dinge, die sie angeekelt hätten. Im Rolling Stone wurde sie als „Dirtiest Girl in the World“ bezeichnet, aber auch als Ausnahmeerscheinung in der Pornoindustrie und als intelligente Frau mit feministischen Zügen. Sie bezeichnete ihre Auftritte in Pornofilmen als Performance-Kunst, bei der sie ihre Stimme und ihren Körper einsetzte. Sasha Grey fiel bei Pornodreharbeiten vor allem auch dadurch auf, dass sie aggressiv in die Kamera sprach und auch härtere und erniedrigendere Behandlungen forderte. Sie habe so die Vierte Wand durchbrechen und der „imaginären Handlung einen Hauch Realität“ verpassen wollen. Die konsumierenden Männer sollten verstört und, auch nach dem Konsum, zum Nachdenken angeregt werden.
2007 gewann sie zwei AVN Awards, unter anderem mit 19 anderen Darstellern den für die beste Sex-Szene. Im Mai 2007 gewann sie dann den XRCO Award als „Best New Starlet“. Grey wurde 2008 in der August-Ausgabe des Pornomagazins Genesis auf Platz 6 im „Porn’s-Hot-100“-Ranking von Pornodarstellern gelistet, 2009 belegte sie dort Platz 1.
Am 8. April 2011 kündigte Grey ihren Rückzug aus der Pornoindustrie an. Als Grund dafür gab sie an, dass sie Wiederholungen nicht möge und sie die Tätigkeit deshalb zu langweilen begonnen habe. Bis dahin hatte sie laut Internet Adult Film Database in fünf Jahren in 271 Pornofilmen bzw. -szenen mitgewirkt.

### Schauspiel- und Modelkarriere

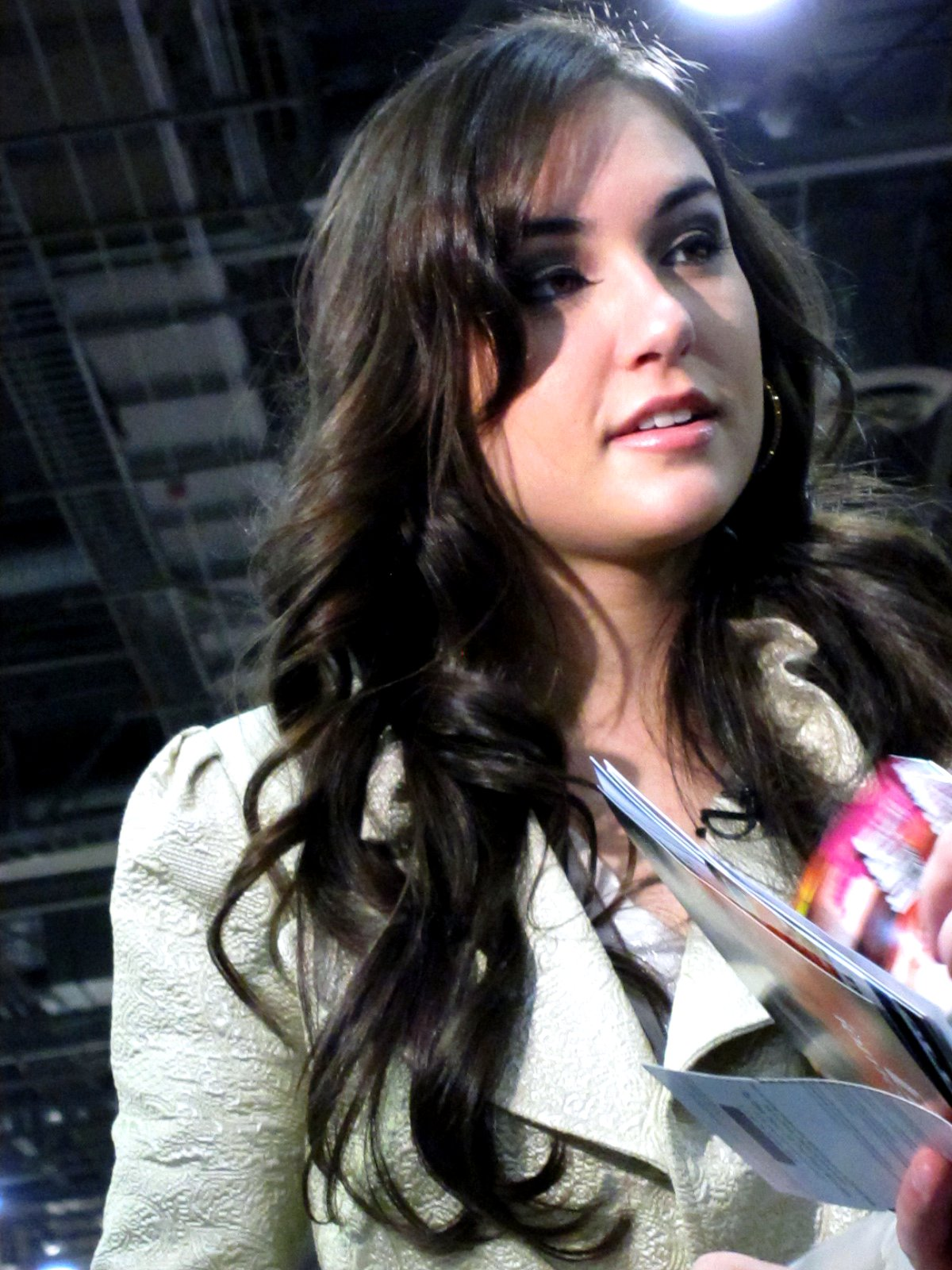
Grey bei der AEE 2010

Im Juli 2007 wurde Grey zum „Penthouse Pet“ des Monats gewählt. Sie ließ sich dann von dem Modefotografen Terry Richardson fotografieren. Zudem wurde sie 2007 Teil des Artworks des Smashing-Pumpkins-Albums Zeitgeist. Sie spielte in dem Film Broken mit, gedreht von Dave Navarro von der Band Jane’s Addiction.
2008 wurde sie neben anderen Pornofilmschaffenden in dem Dokumentarfilm 9to5 – Days in Porn von Jens Hoffmann porträtiert. Vertreten wurde sie zu dieser Zeit von dem Agenten Mark Spiegler.
Nachdem sie 2008 für kleinere Rollen in zwei Spielfilmen gebucht worden war, übernahm sie die Hauptrolle in Steven Soderberghs Film Girlfriend Experience – Aus dem Leben eines Luxus-Callgirls. Der Film beleuchtet das Prostituiertenmilieu aus dem Blickwinkel eines Edel-Callgirls (Chelsea), gespielt von Sasha Grey mit teils improvisierten Dialogen. Soderbergh castete Grey wegen ihrer Erfahrung in der Darstellung von Sexualität und weil sie stets den Sex zu kontrollieren scheint. Nach Greys Ansicht handelte es sich dabei nicht um etwas vollkommen Neues für sie, da Pornos ebenfalls Teil der Popkultur seien.
Anfang 2010 posierte Grey bei einer Kampagne der Tierschutzorganisation PETA für mehr Geburtenkontrolle bei Hunden und Katzen.
In der 2010 ausgestrahlten siebten Staffel übernahm Sasha Grey in der HBO-Serie Entourage einen Gastauftritt über mehrere Folgen, sie spielte sich dabei selbst. Der Autor meinte, er habe den Part speziell auf Grey zugeschnitten. Reales Vorbild für die Storyline war Two-and-a-Half-Men-Star Charlie Sheen, der Anfang der 1990er-Jahre eine Beziehung mit der Pornodarstellerin Ginger Lynn hatte.
2012 stand Sasha Grey mit Jeffrey Combs für den Thriller Tödliches Spiel – Would You Rather? von Regisseur David Guy Levy vor der Kamera.
2013 wurde ein von Richard Phillips gefertigtes Kopfporträt von Sasha Grey im Stil des Fotorealismus auf einer Kunstmesse in London angeboten.
In dem 2014 unter der Regie von Nacho Vigalondo gedrehten Film Open Windows spielt Sasha Grey eine Schauspielerin, die durch Nick Chambers (Elijah Wood) vor einem Stalker geschützt wird.
In einem Interview 2020 erklärte sie, dass sie ihre Schauspielkarriere zugunsten ihrer Autoren- und Musikerinnentätigkeit seit fünf Jahren zurückgestellt hatte. Sie äußerte auch die Einschätzung, dass bezüglich sexueller Belästigungen die Filmindustrie schlimmer als die Pornoindustrie sei. Sie selbst sei in Hollywood ungezählte Male belästigt worden. In ihrer Erfahrung seien vor allem Agenten und Produzenten Täter.
2022 wurde bekannt, dass Sasha Grey im Computerspiel in der Edition Pantom Liberty von Cyberpunk 2077 der Figur Ash, einer Radiomoderatorin, ihre Stimme leihen wird.

### Musik
Im Mai 2009 wirkte sie als Sängerin auf dem Album Aleph at Hallucinatory Mountain von Current 93 mit. 2008 gründete sie das Musik-Kunst-Projekt aTelecine mit Pablo St. Francis; ihre erste EP aVigillant Carpark wurde vom New Yorker Label Pendu Sound veröffentlicht. Sie wirkte zudem an dem Song Pum Pum auf Lee Perrys Album Repentance mit. Im Juli 2013 wurde bekannt, dass Sasha Grey nicht mehr Mitglied von aTelecine sei. In dem Video zum 2008 erschienenen Song Birthday Girl der Band The Roots spielte sie die Hauptrolle.
2011 war Grey in dem Musikvideo Space Bound des US-amerikanischen Rappers Eminem zu sehen und war 2012 als Gastsängerin auf dem X-TG Album „Desertshore“ mit dem Lied „Afraid“ zu hören. 2016 hat Grey zu dem Death-in-Vegas-Album Transmission beigetragen. 2018 war sie Autorin, Sängerin und Videodirektorin bei der Death-in-Vegas-Single Honey. 2018 veröffentlichte sie auch That’s The Way (I Like It) mit Raymond „Pig“ Watts.
Grey arbeitet auch als DJ und veröffentlicht eigene Tracks u. a. auf SoundCloud.

### Autorin

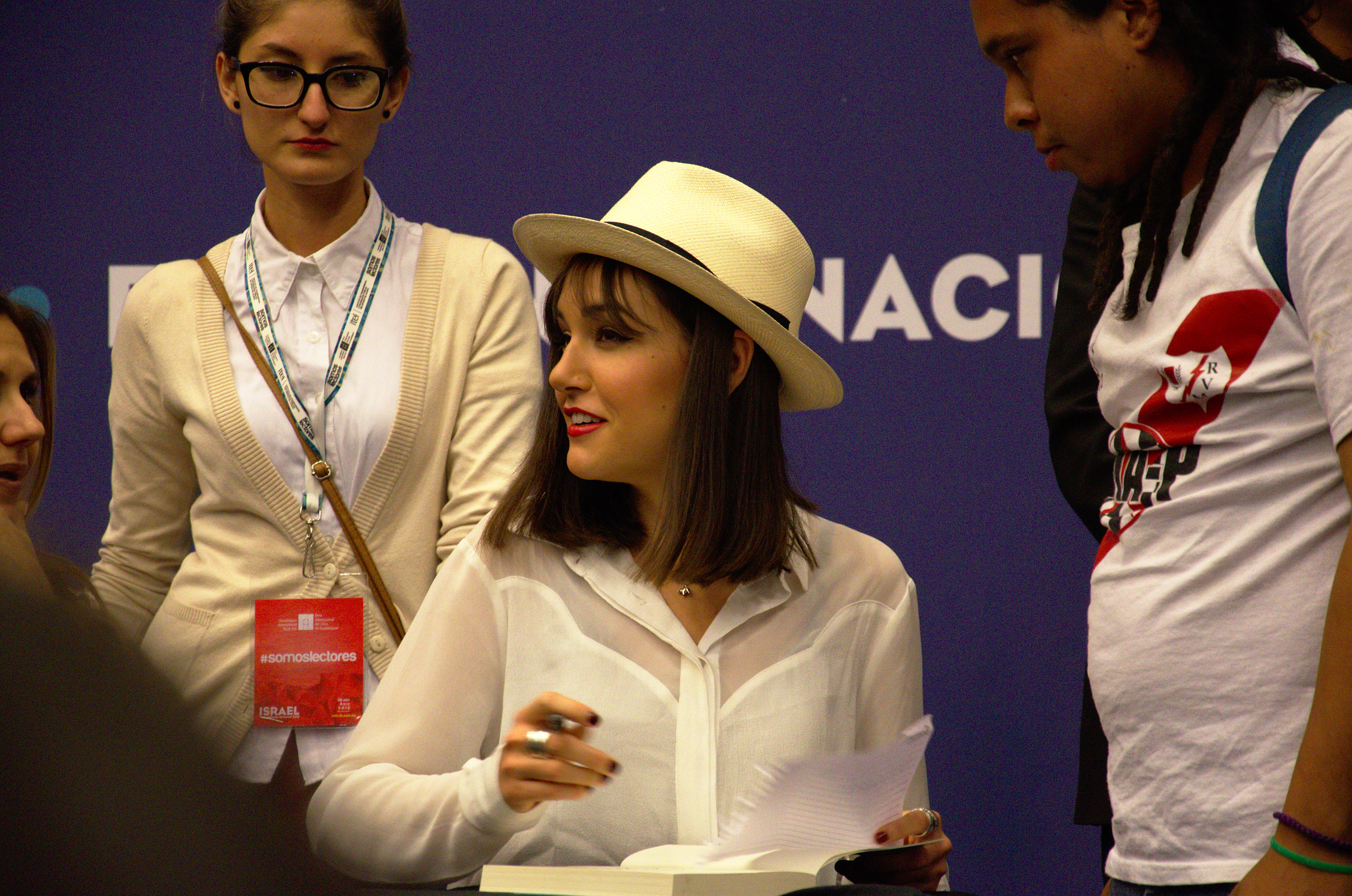
Sasha Grey bei der Vorstellung ihres Buches The Juliette Society auf der Guadalajara International Book Fair (2013)

2011 erschien im Zusammenhang mit ihrem Ausstieg aus der Pornobranche Greys Fotoband Neü Sex. Das Buch enthält Polaroidaufnahmen und essayistische Texte von ihr und dokumentiert ihr Leben in den letzten Jahren vor ihrem Ausstieg aus der Branche. Sie nimmt in den Texten mehrfach Bezug auf den Existentialismus Jean-Paul Sartres, in dem sie etwa den Gedanken ausdrückt, dass man als Individuum nur das sei, was andere an einem wahrnehmen.
Im Mai 2013 erschien ihr Erotikroman Die Juliette Society. Der Roman handelt von der Filmstudentin Catherine, deren Partner sie sexuell nicht befriedigt. Durch die Besprechung des Films Belle de Jour – Schöne des Tages von Luis Buñuel wird bei der Protagonistin die Lust zur Unterwerfung geweckt. Durch ihre Kommilitonin Anna kommt Catherine dann in Kontakt zu einer Geheimgesellschaft von Männern, die sadomasochistische Praktiken ausleben. Die Hauptfigur unterwirft sich willig diesen Praktiken. Auf die Frage, aus welcher Motivation heraus sie den Roman Die Juliette Society geschrieben habe, antwortete Sasha Grey in einem Interview mit Spiegel Online am 12. November 2013: „Das war mein Traum, seit ich mit 16 Die 120 Tage von Sodom von Marquis de Sade verschlang. Das schockierte mich damals, aber bestätigte auch Phantasien, die ich bereits mit zwölf hatte. All die verwirrenden Gedanken um meine Sexualität, Verlangen und mein Selbstverständnis, die damals durch meinen Kopf schwirrten, wurden durch dieses Buch geordnet. Ich hatte viele Fragen, die ich niemals meinen Eltern hätte stellen können. Das Buch war meine Rettung.“ Grey will in dem Roman zum Ausdruck bringen, dass ihrer Ansicht nach jemand, der sich selbst willig unterwirft, nicht mehr Objekt, sondern handelndes Subjekt sei. Maximilian Probst erinnert diese Geschichte einerseits an E. L. James’ Fifty Shades of Grey und andererseits an Elfriede Jelineks Die Klavierspielerin. Greys Werk könne als Gegenstück zu E. L. James’ Romantrilogie gelesen werden. Vom künstlerischen Standpunkt bewege sich Greys Werk zwischen Shades of Grey und der Wortakrobatik Jelineks. Die Juliette Society könne – als Mischung von Pornografie und Kunst – als „Punst“ bezeichnet werden. Im Spiegel erinnern Phillip Ohmke die Hintergründe der dargestellten Orgien an Stanley Kubricks Eyes Wide Shut. Das Buch sei eine typische Coming-of-Age-Geschichte und eine realistischere und düsterere Version von Shades of Grey. Für Dirk Schneider vom Deutschlandradio bewegt sich Greys Roman auf den ausgetretenen Pfaden von Erotikliteratur wie Shades of Grey und Feuchtgebiete.
Der dritte Band Mismade Girl der Juliette-Scociety-Trilogie erschien 2019 in deutscher Übersetzung unter dem Titel X bei Heyne Hardcore.

### Streamerin
Greys Kanal auf Twitch hat 1,2 Mio. Follower (Februar 2024). Aus dem Kanal entwickelte sich die ab August 2020 während der COVID-19-Pandemie begonnene Talkshow Grey Area gemeinsam mit dem koreanischen Rapper Dumbfoundead auf der Plattform Venn. Hauptsächlich streamt Grey auf Twitch in der Kategorie Just Chatting, einem Format, bei dem die Interaktion mit ihren Zuschauern im Mittelpunkt steht. Zudem spielt sie Computerspiele oder kocht.

### Fake
Im Ukrainekonflikt versahen Anfang 2015 User der Plattform Два.ч (Dwa.tsch), um die Leichtgläubigkeit von pro-russischen Usern und Trollen zu testen, ein Bild Greys mit dem Namen „Саша Серова“ (Sascha Serowa, abgeleitet vom russischen Wort für englisch grey), und der erfundenen Geschichte einer Krankenschwester, die von ukrainischen Soldaten mit einer Axt getötet worden sei. Eine Gruppierung, die für die von Separatisten ausgerufene Volksrepublik Donezk wirbt, verbreitete die Geschichte über das soziale Netzwerk vk.com. Sasha Grey wandte sich per Twitter gegen diese Instrumentalisierung; zur Ukraine hatte sie sich zuvor nur mit der Meldung „Stay strong Kiev“ („Bleib stark, Kiew“) anlässlich der Euromaidan-Proteste 2013 geäußert.

## Auszeichnungen

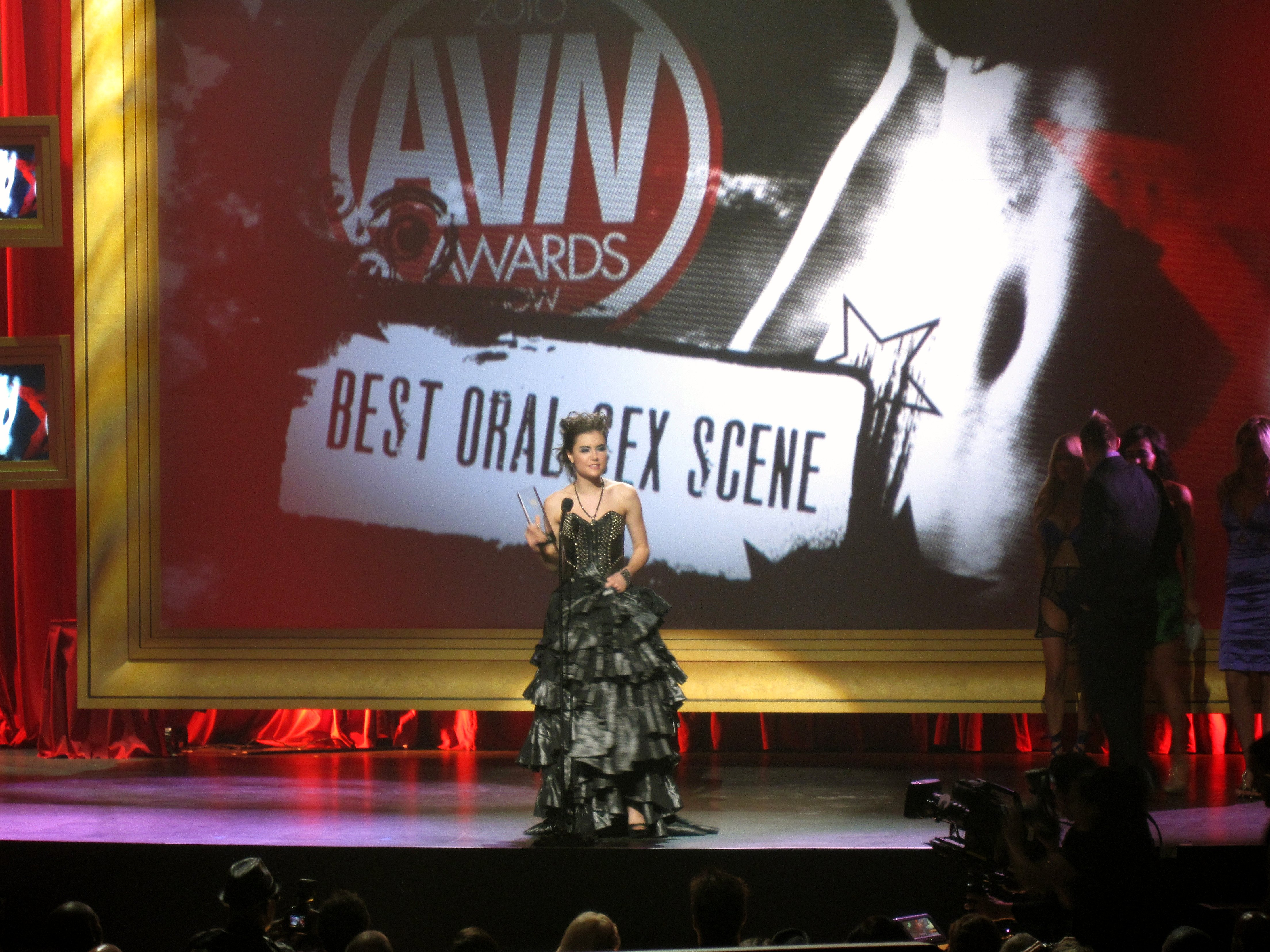
Sasha Grey bekommt 2010 den AVN Award für die beste Oralsexszene.

| Jahr | Preis           | Award | Film                                |
| ---- | --------------- | --- | ----------------------------------- |
| 2007 | AVN Award       | Best Three-Way Sex Scene (zusammen mit Sandra Romain und Manuel Ferrara) | Fuck Slaves                         |
| 2007 | AVN Award       | Best Group Sex Scene – Video (zusammen mit Belladonna, Melissa Lauren, Jenna Haze, Gianna, Sandra Romain, Adrianna Nicole, Flower Tucci, Nicole Sheridan, Marie Luv, Caroline Pierce, Lea Baren, Jewell Marceau, Jean Val Jean, Christian XXX, Voodoo, Chris Charming, Erik Everhard, Mr. Pete und Rocco Siffredi) | Fashionistas Safado – The Challenge |
| 2007 | Adultcon Top 20 | Adult Actresses |                                     |
| 2008 | AVN Award       | Best Oral Sex Scene (Video) | Babysitters                         |
| 2008 | AVN Award       | Female Performer of the Year |                                     |
| 2008 | XRCO Award      | Female Performer of the Year |                                     |
| 2009 | XRCO Award      | Mainstream Adult Media Favorite |                                     |
| 2010 | AVN Award       | Best Anal Sex Scene (zusammen mit Erik Everhard) | Anal Cavity Search 6                |
| 2010 | AVN Award       | Best Oral Sex Scene | Throat: A Cautionary Tale           |
| 2010 | AVN Award       | Crossover Star of the Year |                                     |
| 2010 | F.A.M.E. Award  | Favorite Oral Starlet |                                     |
| 2010 | XRCO Award      | Mainstream Adult Media Favorite |                                     |
| 2010 | XBIZ Award      | Crossover Female Star |                                     |

## Filmografie

### Pornographische Filme (Auswahl)
- 2006: Fashionistas Safado – The Challenge
- 2006: Slut Puppies 2
- 2006: Sasha Grey Superslut
- 2006: Razordolls
- 2007: Total Interactive Control of Sasha Grey
- 2007: The Skin Trade
- 2007: Babysitters
- 2007: Strap Attack 6
- 2007: Performers Of The Year
- 2008: Shot Glasses
- 2008: Evil Pink 4
- 2008: The Last Rose
- 2008: Not Bewitched XXX
- 2008: Pirates II: Stagnetti’s Revenge
- 2009: Nurses
- 2009: This Ain’t Star Trek XXX
- 2009: Seinfeld: A XXX Parody
- 2010: Throat: A Cautionary Tale
- 2010: Fly Girls
- 2010: Malice in Lalaland

### Nichtpornographische Filme
- 2008: 9to5 – Days in Porn (Dokumentation)
- 2009: Smash Cut
- 2009: Girlfriend Experience – Aus dem Leben eines Luxus-Callgirls (The Girlfriend Experience)
- 2011: I Melt With You
- 2012: Girl from the Naked Eye (The Girl from the Naked Eye)
- 2012: Tödliches Spiel – Would You Rather? (Would you Rather)
- 2013: Durch die Nacht mit … (Dokumentation)
- 2014: Open Windows
- 2017: Black Licorice[44]

### Musikvideos
- 2008: Birthday Girl von The Roots
- 2011: Space Bound von Eminem

## Diskographie
mit Current 93
- 2009: Aleph at Hallucinatory Mountain (Coptic Cat)
- 2009: Monohallucinatory Mountain (Coptic Cat)

mit aTelecine
- 2009: aVigillant Carpark (EP; Pendu Sound Recordings)
- 2010: A Cassette Tape Culture (Pendu Sound Recordings)
- 2010: …And Six Dark Hours Pass (Dais Records)

mit Infected Mushroom
- 2015: Fields Of Grey (EP; Dim Mak Records)

mit X-TG
- 2012: Desertshore (Nico cover, Industrial Records)

mit Death in Vegas
- 2016: Transmission (LP, Drone Records)
- 2018: Honey (12″, Drone Records, Vertrieb: Kompakt)

mit Raymond „Pig“ Watts
- 2018: That’s the Way (I Like It) (Cover, EP; Pig Industries, Armalyte Industries)
- 2019: You’ve Lost That Lovin’ Feelin’  (cover Duett, LP Candy, Armalyte Industries)

## Bibliographie
- Neü Sex. Vice, New York 2011, ISBN 978-1-57687-556-8
  - Deutsche Ausgabe: Neü Sex. Heyne, München 2011, ISBN 978-3-453-26756-5
- The Juliette Society. Grand Central Publishing, New York 2013. ISBN 978-1-4555-9945-5
  - Deutsche Ausgabe: Die Juliette Society. Heyne, München 2013, ISBN 978-3-453-26886-9
- The Janus Chamber. Cleis Press, Jersey City 2016, ISBN 978-1-62778-180-0 (The Juliette Society, Book II)
  - Deutsche Ausgabe: Die Janus-Kammer. Heyne, München 2017, ISBN 978-3-453-27026-8
- The Mismade Girl. Cleis Press, Jersey City 2018, ISBN 978-1-62778-182-4 (The Juliette Society, Book III)
  - Deutsche Ausgabe: X. Heyne, München 2019, ISBN 978-3-453-27036-7